# فرد روس
فِرِد روس (انگلیسی: Fred Roos؛ ۲۲ مهٔ ۱۹۳۴ – ۱۸ مهٔ ۲۰۲۴) تهیه‌کننده و فیلم‌نامه‌نویس اهل ایالات متحده آمریکا بود.
از فیلم‌هایی که وی در آن‌ها نقش داشته‌است، می‌توان به مکالمه، پدرخوانده: قسمت دوم، اینک آخرالزمان، اسب سیاه، یکی از قلب، بیگانگان، ماهی جنگی، انجمن پنبه، بارفلای، پدرخوانده: قسمت سوم، خودکشی باکره‌ها، گمشده در ترجمه، ماری آنتوانت و وینسنت مقدس اشاره نمود.
وی همچنین برندهٔ جوایزی همچون جایزه اسکار بهترین فیلم شده‌است.